# Amílcar de Jesus

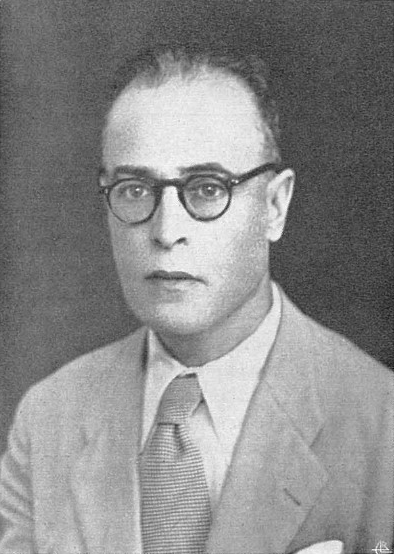
Amílcar de Jesus

Amílcar Mário de Jesus (Setúbal, 1 de Março de 1895 - 26 de Fevereiro de 1960) foi um engenheiro, professor e político português.

## Biografia

### Percurso universitário e carreira docente
Em 1916 matriculou-se na Faculdade de Ciências da Universidade de Lisboa, onde foi aluno do Prof. Alfredo Augusto Freire de Andrade e Assistente de 1922 a 1928, ano em que terminou a sua Licenciatura em Ciências Naturais. Em 1918, ao mesmo tempo que cursava Ciências Naturais, matriculou-se no Instituto Superior Técnico da Universidade Técnica de Lisboa, onde, em 1920, foi escolhido para Assistente do Prof. Alfredo Bensaúde, concluiu o curso em 1923 e obteve o título de Engenheiro de Minas Diplomado em 1924, ano em que sucedeu àquele, como Professor Catedrático das cadeiras de Mineralogia, Petrografia, Petrologia e Jazigos Minerais, lugar que exercia em 1946 e que conservou durante 31 anos, até à aposentação prematura em princípios de 1955, tendo sido, também, o responsável pelo Laboratório de Mineralogia e Petrologia do mencionado Instituto Superior Técnico. A sua personalidade bem vincada, em paralelo com a sua proficência científica rara, contribuiu, decisivamente, para manter vivo o espírito que o seu antecessor Alfredo Bensaúde tinha legado ao seu Instituto, e, como seu sucessor, foi um dos que, através de todas as contingências, sem esmorecimento ou transigências, defenderam os princípios do seu organizador e primeiro Director como os mais próprios ao modo de ser de Portugal. Durante os anos lectivos de 1935-36 e 1936-37 ocupou, provisoriamente, como Professor Contratado, a vaga deixada pelo Prof. Francisco Luís Pereira de Sousa, que, entretanto, tinha falecido, na Faculdade de Ciências da Universidade de Lisboa. Depois de ter sido aluno, em Portugal, daqueles Professores notáveis, frequentou, em Paris, por numerosos períodos, o Laboratório do Prof. Alfred Lacroix, onde se especializou em Petrologia. O seu interesse pelas referidas áreas da Mineralogia, da Petrografia e da Petrologia está relacionado com esses inúmeros períodos. O seu nome está intimamente associado ao primeiro meio século de existência daquela escola, que se comemorou em 1961, já no ano subsequente à sua morte.

### Carreira profissional
Paralelamente à carreira docente, desempenhou o cargo de Engenheiro do Corpo de Engenharia de Minas da Direcção-Geral de Minas e Serviços Geológicos, na categoria de Engenheiro de 2.ª Classe, desde 1927 ou 1929 até 1942, ano em que teve de deixar o referido cargo por incompatibilidade, por ter optado pela sua posição de Professor do Instituto Superior Técnico. Durante esse período, começou, brevemente, pela Repartição de Minas e pela Inspecção de Águas, e trabalhou depois sempre nos Serviços Geológicos; mesmo depois de ter abandonado este lugar, continuou a dirigir o Laboratório de Química e Petrografia daqueles Serviços, até que a doença o obrigou a cessar toda a actividade. Em 1949 foi nomeado Colaborador dos referidos Serviços Geológicos, nomeação que não fez mais do que oficializar a colaboração que nunca deixara de prestar.

### Obra científica
A sua obra científica foi profundamente influenciada pelos seus três referidos Professores. Apesar de esta não ser muito extensa, no entanto, apoia-se numa sólida formação Química e Geológica, e inclui alguns dos trabalhos mais notáveis das áreas específicas da Mineralogia, da Petrografia e da Petrologia portuguesas, o que o distingue no panorama da Geologia portuguesa do seu tempo, pouco vocacionada para estudos nas áreas científicas mencionadas, podendo mesmo ser considerado o rosto duma certa especialização, invulgar na sua época, no campo da Geologia portuguesa, pelo facto de se ter dedicado, quase exclusivamente, à realização de trabalhos e estudos nessas áreas. A sua formação científica, sendo de tal forma equilibrada em todas elas, é patente de forma evidente em particular no seu estudo sobre os pegmatitos da região de Mangualde, o qual pode mesmo ser apontado como exemplo, quer do ponto de vista geológico, quer dos pontos de vista petrográfico e mineralógico. O seu estudo intitulado Minerais de Portugal Continental, apesar de, infelizmente, ter ficado incompleto, constitui igualmente um exemplo de meticulosidade e de probidade científica. Pode verificar-se em todos os seus trabalhos o cuidado, que fica bem patente, posto no estudo pormenorizado, no qual se evitam deliberadamente as generalizações vagas, e aliado a uma linguagem clara, que pode mesmo ser considerada elegante, facetas essas que lhe foram provavelmente, desenvolvidas pelos seus Mestres, por terem encontrado nele um espírito que lhes era, infelizmente, propício em demasia, pois verifica-se que levou ao excesso essas mesmas características, uma vez que, na última fase da sua actividade científica, sentiu desânimo perante a dúvida no valor do conhecimento humano que, segundo se crê, foi a razão da pequena extensão da sua obra científica, muito embora aliasse a uma incansável capacidade de trabalho uma rara formação científica. Publicou os seguintes trabalhos científicos:
- Teses e projectos finais de curso apresentados no IST: projecto de lavra duma mina de pirite cuprífera, Técnica: Revista de Engenharia - ISSN 0040-1714. - N.º 1 (Dezembro de 1925), pp. 32–36, N.º 2 (Janeiro de 1926), pp. 35–39, N.º 3 (Fevereiro de 1926), pp. 37–40, N.º 4 (Março de 1926), pp. 29–32, N.º 5 (Julho de 1926), pp. 40–42 e N.º 6 (Janeiro de 1927), pp. 22–24[4]
- Sobre a ocorrência de bismuto nas minas da Baralha[1]
- Minerais de Portugal Continental,[1] em colaboração com Abel Viana e Rogério Cavaca, separata das Comunicações dos Serviços Geológicos de Portugal - Tomo XVI (1927-1930), pp. 51–152[4]
- Estudos de alguns casos de pneumatólise corrosiva ocorridos em Portugal,[1] separata das Comunicações dos Serviços Geológicos de Portugal, Tomo XVII (1931), pp. 31–56[3] e Lisboa, 1931[4]
- Composição química da litiofilite de Mangualde,[1] separata da Revista de Química Pura e Aplicada, III Série, VI Ano, N.º 1, Janeiro-Março de 1931 e Porto, Tipografia da Enciclopédia Portuguesa, 1931[4]
- Uma albitite da região de Idanha-a-Nova, separata das Comunicações dos Serviços Geológicos de Portugal - Tomo XVII, 1931, pp. 129–135 e Lisboa, Instituto Superior de Ciências Económicas e Financeiras, 1933[4]
- Pegmatites mangano-litiníferas da região de Mangualde,[1] separata das Comunicações dos Serviços Geológicos de Portugal, Tomo XIX (1933), pp. 65–210[3] e Tomo XIX (1935), pp. 3–150, Lisboa, Direcção-Geral de Minas e Serviços Geológicos, 1935[4]
- Sôbre a composição duma diorite da serra de Sintra, in Boletim do Museu e Laboratório Mineralógico e Geológico da Faculdade de Ciências da Universidade de Lisboa ou Museu de Mineralogia e Geologia da Universidade de Lisboa - N.º 4 (1935), pp. 15–19 e Lisboa, Casa Portuguesa, 1935[4]
- Subsídios para a petrologia do Arquipélago de Cabo Verde: Ilha de S. Vicente,[1] separata das Comunicações dos Serviços Geológicos de Portugal - Tomo XVII (1931), pp. 85–103[4][5]
- Sobre a ocorrência da tantalite na pegmatite de Mangualde,[1] separata do Boletim da Sociedade Portuguesa de Ciências Naturais, Vol. XIII, Sup. III, in Actas do I Congresso Nacional de Ciências Naturais, Lisboa, 1941, org. Sociedade Portuguesa de Ciências Naturais, publicadas sob a direcção do Presidente da Comissão Organizadora Fernando Frade Viegas da Costa, Lisboa, SPCN, 1942 - Vol. III, Livro III, Comunicações livres, Secção C-Mineralogia, Geologia e Paleontologia e Secção D-Zoologia e Pecuária, 1942, pp. 442–443[4]
- Noções de Mineralogia e Geologia, segundo as lições do Exm.º Sr. Prof. Eng.º Amílcar de Jesus, coligidas por Alves da Costa, Lisboa, AEIST, 1944[4]
- Mineralogia e Petrografia, lições do Exm.º Senhor Prof. Eng.º Amílcar de Jesus, Lisboa, AEIST, 1946; Nota: existe uma anotação escrita a lápis dizendo que a obra está incompleta[4]
- Informations sur les minerais de fer portugais, em colaboração com João Manuel Cotelo Neiva, separata de Symposium sur le fer, pp. 401–405[4]
- Contribution à l'étude du Complexe basaltique de Lisbonne ou Contribution a la connaissance du complexe basaltique des environs de Lisbonne, em colaboração com Georges Zbyszewski, Lisboa, Direcção Geral de Minas e Serviços Geológicos, 1952, separata das Comunicações dos Serviços Geológicos de Portugal, Tomo XXXIII, 1952, pp. 185–220, e Extracto de Congrès Géologique International, Alger, 1952, Comptes Rendus de la Dix-Neuvième Session, Section XV, La paléovolcanologie et ses rapports avec la tectonique, Fasc. XVII, Alger, 1954[4]
- About the composition of a diorite from the Serra de Sintra, English-language translations of geologic publications, Vol. 3, in  	Geology of the Sintra-Cascais area, compiled and translated by Martin G. Sirovs, Cascais, s.n., 2004[4]

### Sociedades
Pertenceu à Sociedade de Ciências Naturais de Lisboa, à Sociedade Portuguesa de Geologia do Porto, à Société Française de Minéralogie de Paris, à Mineralogic Society of America de Menasha, Wisconsin, e à Schweizerischen Mineralogische und Petro Geseslschafe de Zurique.

### Carreira política
Foi duas vezes Presidente da Comissão Administrativa Municipal de Cascais, de 4 de Novembro de 1929 a 21 de Julho de 1930 e de 15 de Setembro de 1930 a 13 de Outubro de 1930, durante a Ditadura Nacional.

### Morte
Em 1954, o Prof. Amilcar de Jesus viu-se obrigado a abandonar toda a sua actividade, quer docente, quer científica, por motivos da sua dolorosa e pertinaz doença, da qual que veio a falecer, seis anos mais tarde, com a idade de 65 anos.